# Volkskammerverkiezingen 1986
De Volkskammerverkiezingen van 1986 vonden op 8 juni 1986 plaats in de Duitse Democratische Republiek. Het waren de negende landelijke verkiezingen in de DDR en tevens de laatste op basis van een kieslijst van het Nationaal Front (Nationale Front, NF).
Volgens de officiële opgave stemde 99,74% van de kiesgerechtigden op de kieslijst van het door de communistische Socialistische Eenheidspartij van Duitsland (Sozialistische Einheitspartei Deutschlands, SED) gedomineerde Nationaal Front (Nationale Front, NF). Later bleek dit cijfer te berusten op een vervalsing. Leden van de kiescommissie (w.o. de laatste communistische Voorzitter van de Staatsraad van de DDR, Egon Krenz) werden later om dit feit vervolgd.
Na de Wende van november 1989 trad Volkskammerpresident Horst Sindermann van de SED af en vond op 13 november 1989 op basis van enkelvoudig en geheim kiesrecht de verkiezing van een nieuwe voorzitter van de Volkskammer plaats. De belangrijkste kandidaten voor het voorzitterschap waren Günther Maleuda (DBD) en Manfred Gerlach (LDPD). Maleuda werd uiteindelijk met 246 stemmen tot nieuwe voorzitter van de Volkskammer gekozen.
Op 18 maart 1990 vonden de eerste (en tevens laatste) democratische Volkskammerverkiezingen plaats.

## Uitslag
| Logo   | partij/massaorganisatie                                                                           | zetels | naar partijlidmaatschap |
| ------ | ------------------------------------------------------------------------------------------------- | ------ | ----------------------- |
|        | Socialistische Eenheidspartij van Duitsland (Sozialistische Einheitspartei Deutschlands, SED)     | 127    | 276                     |
|        | Democratische Boerenpartij van Duitsland (Demokratische Bauernpartei Deutschlands)                | 52     | 52                      |
|        | Christelijk-Democratische Unie van Duitsland (Christlich Demnokratische Union Deutschlands, CDUD) | 52     | 54                      |
|        | Liberaal-Democratische Partij van Duitsland (Liberal-Demokratische Partei Deutschlands, LDPD)     | 52     | 53                      |
|        | Nationaal-Democratische Partij van Duitsland (National-Demokratische Partei Deutschlands, NDPD)   | 52     | 53                      |
|        | Vrije Duitse Vakvereniging (Freier Deutscher Gewerkschaftsbund, FDGB)                             | 61     | -                       |
|        | Democratische Vrouwenbond van Duitsland (Demokratischer Frauenbund Deutschlands, DFD)             | 32     | -                       |
|        | Vrije Duitse Jeugd (Freie Deutsche Jugend, FDJ)                                                   | 37     | -                       |
|        | Cultuurbond (Kulturbund, KB)                                                                      | 21     | -                       |
|        | Vereniging van de Wederzijdse Boerenhulp (Vereinigung der gegenseitigen Bauernhilfe, VdgB)        | 14     | -                       |
|        | Partijloos                                                                                        | -      | 12                      |
| Totaal | Totaal                                                                                            | 500    | 500                     |

## Presidium
- Voorzitter van de Volkskammer
Horst Sindermann (SED) tot 13 november 1989
Günther Maleuda (DBD) vanaf 13 november 1989
- Plaatsvervanger van de voorzitter van de Volkskammer
Gerald Götting (CDUD)
- Leden van het Presidium
Rudolf Agsten (LDPD)
Heinz Eichler (SED)
Günter Hartmann (NDPD)
Werner Heilemann (FDGB)
Wolfgang Heyl (CDUD) (op 10 november 1989 teruggetreden)
Adolf Niggemeier (CDUD)
Günther Maleuda (DBD)tot 13 november 1989
Erich Mückenberger (SED)
Manfred Scheler (VdgB)
Wilhelmine Schirmer-Pröscher (DFD)
Karl-Heinz Schulmeister (Kulturbund)
Volker Voigt (FDJ)

## Fractievoorzitters
- SED (1990: PDS): Erich Mückenberger tot 13 november 1989
Werner Jarowinsky vanaf 13 november 1989
- DBD: Erwin Binder
- CDUD: Wolfgang Heyl tot 13 november 1989
Adolf Niggemeier vanaf 13 november 1989
- LDPD: Rudolf Agsten
- NDPD: Günter Hartmann
- FDGB: Hans Jedretsky
- DFD: Eva Rohmann
- FDJ: Hans-Joachim Willerding
- Kulturbund: Karl-Heinz Schulmeister
- VdgB: Manfred Scheler

## Verwijzingen
1. ↑  Herbst '89, door: Egon Krenz, 1999, blz. 271
2. ↑  Het gaat hier om het lidmaatschap van een partij van leden van de massaorganisaties van het NF